# لي كامب
لي كامب (بالإنجليزية: Lee Camp)‏ ولد في(22 أغسطس عام 1984 المملكة المتحدة ) هو لاعب كرة قدم بريطاني، يلعب كحارس مرمى.

## وصلات خارجية
لي كامب على موقع الاتحاد الدولي (مؤرشف)  (الإنجليزية)
- لي كامب على موقع الاتحاد الأوربي (الإنجليزية)
- لي كامب على موقع قاعدة بيانات كرة القدم.إي يو (الإنجليزية)
- لي كامب على موقع ناشيونال فوتبول تيمز (الإنجليزية)
- لي كامب على موقع Soccerbase.com (لاعب) (الإنجليزية)
- لي كامب على موقع Soccerway.com (الإنجليزية)
- لي كامب على موقع عالم كرة القدم.نت (الإنجليزية)
- لي كامب على موقع AS.com (الإسبانية)